# Laposféregszerűek
A laposféregszerűek (Platyzoa) az ősszájúak (Protostomia) egy nagyobb csoportja. A taxont Thomas Cavalier-Smith vezette be 1998-ban.
Valószínűleg a spirálisan barázdálódó állatok (Spiralia) fő kládjainak egyike, bár egyesek a tapogatós-csillókoszorús állatok (Lophotrochozoa) közé sorolják.